# Campichahua
Campichahua är en ort i Mexiko.   Den ligger i kommunen Morelia och delstaten Michoacán de Ocampo, i den södra delen av landet, 220 km väster om huvudstaden Mexico City. Campichahua ligger 2 165 meter över havet och antalet invånare är 106.
Terrängen runt Campichahua är huvudsakligen kuperad, men åt nordväst är den platt. Runt Campichahua är det glesbefolkat, med 16 invånare per kvadratkilometer. Närmaste större samhälle är Morelia, 18,0 km norr om Campichahua. I omgivningarna runt Campichahua växer huvudsakligen savannskog.